# Doniños

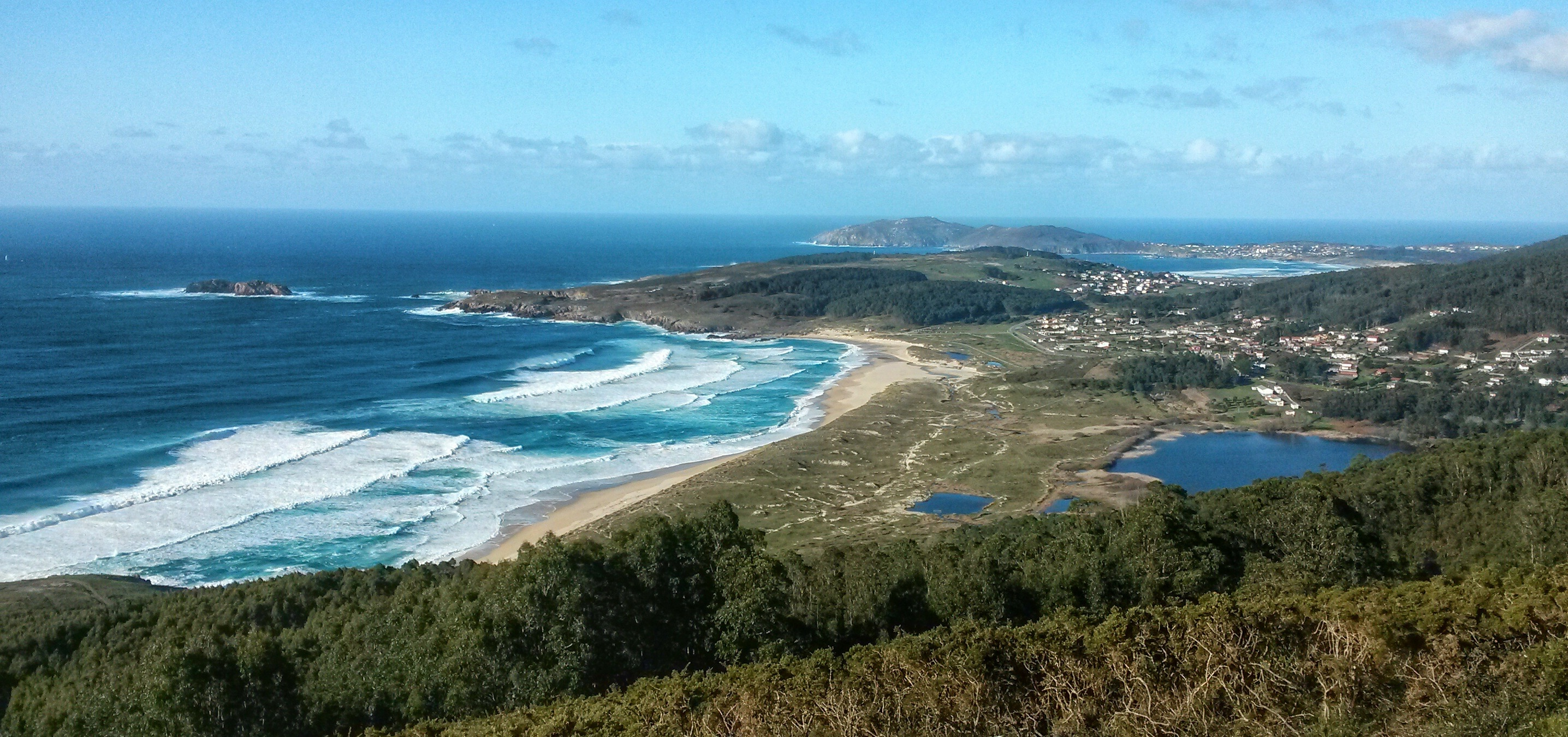
Vista de la platja de Doniños des Montenventoso.

San Román de Doniños és una parròquia i localitat del municipi gallec de Ferrol, a la província de la Corunya.
Es troba a la costa atlàntica. Entre els seus llocs d'interès destaquen la llacuna i la platja de Doniños, on s'hi pot practicar surf, l'església de San Román i les restes del jaciment de Punta do Castro.
L'any 2015 tenia 845 habitants agrupats en 10 entitats de població: Cariño, A Chousa, O Confurco, Doniños, Fontá, Mougá, O Pieiro, Valón, Valón Vello i Vilar.